# Orchowo (gromada)
Orchowo – dawna gromada, czyli najmniejsza jednostka podziału terytorialnego Polskiej Rzeczypospolitej Ludowej w latach 1954–1972.
Gromady, z gromadzkimi radami narodowymi (GRN) jako organami władzy najniższego stopnia na wsi, funkcjonowały od reformy reorganizującej administrację wiejską przeprowadzonej jesienią 1954 do momentu ich zniesienia z dniem 1 stycznia 1973, tym samym wypierając organizację gminną w latach 1954–1972.
Gromadę Orchowo z siedzibą GRN w Orchowie utworzono – jako jedną z 8759 gromad na obszarze Polski – w powiecie mogileńskim w woj. bydgoskim, na mocy uchwały nr 24/9 WRN w Bydgoszczy z dnia 5 października 1954. W skład jednostki weszły obszary dotychczasowych gromad Orchowo, Osówiec, Szydłówiec, Wólka Orchowska, Gałczynek, Myślątkowo i Linówiec ze zniesionej gminy Gębice oraz obszar dotychczasowej gromady Skubarczewo ze zniesionej gminy Trzemeszno w tymże powiecie. Dla gromady ustalono 24 członków gromadzkiej rady narodowej.
31 grudnia 1959 do gromady Orchowo włączono wsie Bielsko i Podbielsko ze zniesionej gromady Ostrowo oraz wsie Różanna i Siedluchno ze zniesionej gromady Procyń w tymże powiecie.
1 stycznia 1972 do gromady Orchowo włączono sołectwo Słowikowo ze zniesionej gromady Trzemżal w tymże powiecie.
Gromada przetrwała do końca 1972 roku, czyli do kolejnej reformy gminnej. 1 stycznia 1973 w powiecie mogileńskim w woj. bydgoskim utworzono gminę Orchowo (od 1999 gmina Orchowo znajduje się w powiecie słupeckim w woj. wielkopolskim).